# Indiana Jones and the Fate of Atlantis: The Action Game
Indiana Jones and the Fate of Atlantis je hra pro počítače Sinclair ZX Spectrum a kompatibilní (například Didaktik). Autorem hry je programátorská skupina Spidersoft. Vydavatelem hry byla společnost U.S. Gold, která hru vydala v roce 1992. Hra je posledním dílem trilogie Indiana Jones and the Temple of Doom, Indiana Jones and the Last Crusade a Indiana Jones and the Fate of Atlantis pro počítaze Sinclair ZX Spectrum. Na rozdíl od předcházejících dvou her tento poslední díl nevychází z filmové předlohy.
Jedná se o akční hru, na rozdíl od stejnojmenné hry pro PC, která je adventura. Cílem hry je zabránit nalezení vysoce energetického kovu Orichalcum, který se nachází v Atlantidě.